# Madenler, Ümraniye
Madenler là một xã thuộc huyện Ümraniye, tỉnh Istanbul, Thổ Nhĩ Kỳ.